# آوت سارگسیان
آوت لاورنتی سارگسیان (ارمنی: Ավետ Լավրենտի Սարգսյան؛ زادهٔ ۲۲ سپتامبر ۱۹۶۸) یک سیاستمداراهل ارمنستان است که از تاریخ ۲۰۱۷ تا تاریخ ۲۰۱۸ سمت نمایندگی دوره ششم مجلس ملی جمهوری ارمنستان را برعهده داشت.

## زندگی‌نامه
در ۲۲ سپتامبر ۱۹۶۸ در سیسیان به دنیا آمد . .